# P-131
La carretera P-131 es una carretera de la Red Básica de Carreteras de la Junta de Castilla y León que discurre entre los municipios palentinos Cevico de la Torre y Palenzuela, atravesando la comarca del Cerrato, motivo por el que es conocido coloquialmente como el eje del Cerrato.
Recorrido
La carretera P-131 empieza en un cruce múltiple con la P-110 y la PP-1222 en el municipio de Cevico de la Torre, tomando dirección este. En el kilómetro 6 llega a Valle de Cerrato, donde a la salida del municipio recibe la P-121 que va a Soto de Cerrato y Palencia. Luego la carretera atraviesa un tramo de vaguadas hasta llegar a Baltanás, donde se cruza con la CL-619 (Magaz de Pisuerga-Aranda de Duero), la P-130 (Torquemada) y la P-141 (Antigüedad). A continuación la carretera atraviesa una pendiente que se hace más notoria sobre todo tras superar Valdecañas de Cerrato, entrando en una zona de valle, atravesando Tabanera de Cerrato, Villahan, interseccionando con la N-622 que va a Lerma, Quintana del Puente y Astudillo. A continuación atraviesa el municipio de Palenzuela y finalmente finaliza en el enlace 49 de la A-62, pudiéndose completar el recorrido a Burgos, Palencia o Valladolid.
- Datos: Q111721716